# Isn't She Lovely
«Isn't She Lovely» — пісня Стіві Вандера з його альбому «Songs in the Key of Life» 1976 року. Лірика святкує народження його доньки Айші Морріс. Вандер співпрацював над піснею з Гарлемським автором пісень і власником студії Бернеттою «Банні» Джонс.
Пісня відкриває третій бік Songs in the Key of Life і починається з першого крику дитини, записаного під час справжніх пологів. Запис Вандера, який купає Айшу як старшу дитину, включено до останнього розділу пісні, змішаного з розширеним хроматичним соло Вандера на гармоніці. На всіх інструментах, які звучать у пісні, грає Вандер, за винятком деяких партій клавішних, які виконує Грег Філінганес. Під час запису басист Натан Уоттс заклав лінію бас-гітари, щоб служити орієнтиром для Вандера, але Вандер зрештою замінив її своїм власним виконанням клавішного басу.
Пісня довжиною понад шість хвилин не була випущена як сингл, оскільки Вандер не хотів скорочувати пісню, щоб відповідати формату 7 дюймів, 45 обертів на хвилину. Навіть без жодного випуску пісня так часто звучала в ефірі, що в січні 1977 року досягла 23 місця в чарті Adult Contemporary. Відтоді вона стала джазовим і поп-стандартом, її переспівали багато виконавців.
Вандер виконав пісню наживо для королеви Єлизавети II на її діамантовому ювілейному концерті 4 червня 2012 року, текст був змінений, щоб посилатися на королеву.

## Релізи
Пісня не була видана як комерційний сингл, і тому вона не з'явилася в головних чартах США та Великобританії. Однак завдяки трансляції по радіо вона досягла 23 місця в чарті Billboard Adult Contemporary 29 січня 1977 року. У червні 2012 року, після того, як Вондер виконав пісню на Діамантовому ювілеї Єлизавети ІІ, пісня нарешті потрапила у чарти Великобританії (№94) через продажі завантажень.

## Персонал
- Стіві Вандер — вокал, гармоніка, перкусія, RMI Electra Piano, родес-піано, бас-синтезатор, барабани, розмова в записі
- Грег Філінгейнс — клавішні
- Айша Морріс

## Історія чартів
| Рік  | Артист                      | IR   | SA        | UK            | U.S. Billboard | U.S. Billboard |
| ---- | --------------------------- | ---- | --------- | ------------- | -------------- | -------------- |
| Рік  | Артист                      | IRMA | Springbok | Singles Chart | U.S. Hot 100   | U.S. AC        |
| 1976 | Стіві Вандер                | —    | —         | 94            | —              | 23             |
| 1977 | Девід Партон                | 3    | —         | 4             | 105            | —              |
| 1977 | Леслі Клейнсміт             | —    | 12        | —             | —              | —              |
| 2012 | Джиммі Хайем & Джон Волмслі | —    | —         | 41            | —              | —              |

## Сертифікати
| Регіон | Сертифікація | Продажі  |
| --- | ------------ | -------- |
| Велика Британія (BPI)                                                                                      | Золотий      | 400 000  |
| США (RIAA)                                                                                                 | Золотий      | 500 000* |
| *продажі, що базуються лише на сертифікаціях · продажі+прослуховування, що базуються лише на сертифікаціях |              |          |